# SINIX
SINIX (mais tarde renomeado Reliant UNIX em português:  UNIX Confiante) foi uma versão de sistema operativo Unix da Siemens Nixdorf Informationssysteme. Substituindo o SIRM OS e o DC/OSx da Pyramid Technology. A sua última versão sob o nome de SINIX foi a versão 5.43 em 1995. Seguindo a aceitação do X/Open que seus requerimentos para uso da marca registrada UNIX estavam cumpridos, a versão 5.44 e os lançamentos subsequentes foram publicados como Reliant UNIX pela Fujitsu Siemens Computers. O último lançamento do Reliant UNIX foi a versão 5.45.
O SINIX original era uma versão modificada do Xenix e rodava nos processadores Intel 80186. Por alguns anos a Siemens usou CPUs NSC-32x32 (até o Sinix 5.2x) e Intel 80486 (Sinix 5.4x - sem MIPS) nas suas séries MX. Versões posteriores baseadas no System V foram projetadas para os servidores SNI RM-200, RM-300, RM-400 e RM-600, rodando sobre processadores MIPS (SINIX-N, SINIX-O, SINIX-P, SINIX-Y) e sobre o PC-MXi no processador Intel 80386 (SINIX-L).
Em algumas versões do SINIX (5.2x) o utilizador podia emular o comportamento de inúmeras versões de Unix (conhecido como universos). Estes incluíam System V.3, System III iu BSD. Cada universo possía seu próprio conjunto de comandos, biblioteca e arquivos cabeçalho.